# ماريا أراغون
ماريا أراغون هي مغنية ويوتيوبية كندية، ولدت في 17 يوليو 2000 في وينيبيغ في كندا.